# Saint-Edmond
Saint-Edmond é uma comuna francesa na região administrativa de Borgonha-Franco-Condado, no departamento Saône-et-Loire. Estende-se por uma área de 10,46 km². Em 2010 a comuna tinha 429 habitantes (densidade: 41 hab./km²).